# 毗卢镇
毗卢镇，是中华人民共和国四川省泸州市泸县下辖的一个乡镇级行政单位。

## 行政区划
毗卢镇下辖以下地区：
黄桷树社区、仙佛社区、中峰社区、高楼湾村、罗汉坝村、陈家河村、沙子坪村、中峰村、毛楼村、下林村、坳丘村、白合村、雄峰村、荞子坡村和莲花村。